# Oberdorff
Oberdorff è un comune francese di 372 abitanti situato nel dipartimento della Mosella nella regione del Grand Est.

## Società

### Evoluzione demografica
Abitanti censiti